# پراها (تگزاس)

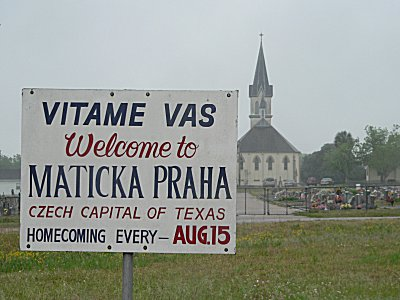
تابلو خوشامدگویی پراها, تگزاس.

پراها، تگزاس (انگلیسی: Praha, Texas) یک انجمن ثبت نشده قانونی است که در فایت کانتی، تگزاس، ایالات متحده قواقع است، در حدود ۵۳ مایل (۸۵ کیلومتری) جنوب شرقی آستین. برخی اوقات به آن «ماتیکا پراها» می‌گویند، یعنی «مادر پراگ».